# Georg Recknagel
Georg Recknagel (* 10. April 1835 in Gersfeld (Rhön); † 22. Mai 1920 in Westheim (Neusäß)) war ein deutscher Physiker und Schuldirektor.

## Leben
Recknagel studierte in München und Würzburg Mathematik und Physik. Während seines Studiums wurde er 1853 Mitglied der Burschenschaft Arminia Würzburg. Er promovierte 1861 an der Ludwig-Maximilians-Universität München mit der Arbeit Lamberts Photometrie und ihre Beziehung zum gegenwärtigen Standpunkte der Wissenschaft. Seine Habilitationsschrift über Thermometrische Versuche verteidigte er 1864 in München. Bereits als Privatdozent wurde er Lehrer an einem Münchener Gymnasium und anschließend Dozent für Physik an der Forsthochschule Aschaffenburg.
Ab 1873 bis zu deren Schließung im Jahr 1887 war er Rektor der Industrieschule in Kaiserslautern. Danach wurde er Gymnasialprofessor in Passau und 1891 Professor am Augsburger Realgymnasium und 1892 dessen Rektor. 1906 ging er in den Ruhestand.
Recknagel ist Autor zahlreicher mathematischer und physikalischer Lehrbücher. Als Forscher trat er in seinen späten Jahren durch bauphysikalische Veröffentlichungen hervor, die speziell wohnungshygienische Aspekte, beispielsweise die Lüftung von Wohnhäusern, betrafen. 1888 wurde er zum korrespondierenden Mitglied der Bayerischen Akademie der Wissenschaften gewählt.